# Professor X
Professor Charles Francis Xavier eller blot Professor X er en fiktiv person fra X-Men, som er overhoved for Xavier Institutet. Der oplærer han andre mutanter sammen med sine 2 første elever Jean Grey og Cyclops (Scott Summers) til at kontrollere deres evner. Xavier prøver, i modsætning til Magneto, at gøre mutanter til retfærdighedsgørere. 
Xavier har den specielle evne, at han kan læse, kontrollere og slette folks hukommelse. Xavier er en af de stærkeste mutanter, der lever på Jorden. Og for at forøge hans evne har han Cerebro – en gigantisk maskine, Magneto hjalp ham med at bygge. Den gør det muligt for Xavier, at finde mutanter på hele Jorden.
Xavier er et geni i videnskab og er en af de førende forskere inden for genetik, mutation og psykiske kræfter.
Xavier har også en søn, der hedder Lucas med hans førhenværende kone.